# Anna Böttcher
Anna Böttcher (* 30. November 1967 in West-Berlin) ist eine deutsche Schauspielerin. Einem breiten Fernsehpublikum wurde sie ab 1997 als Assistentin Waltraud Schütze in der ZDF-Krimireihe Sperling bekannt. Seit 1990 stand sie in über 120 Film- und Fernsehproduktionen vor der Kamera und wirkte in etlichen Theaterinszenierungen.

## Leben
Anna Böttcher, Tochter von Regina Vollmar, Nichte des Musikpädagogen Eberhard Preußner, und dem Cellisten Wolfgang Boettcher (1935–2021), wurde Ende November 1967 als zweitälteste von fünf Kindern in Berlin geboren und verbrachte dort ihre Jugend. Sie zog nach Graz, um dort von 1988 bis 1992 an der Hochschule für Musik und darstellende Kunst ihre Schauspielausbildung zu absolvieren.
Böttcher war seit 1994 mit dem Kunstmaler Johannes Albers (* 1966 in Lingen) liiert. Das Paar heiratete im Oktober 2020 nach 26 Jahren. Der Verbindung entstammt ein gemeinsamer Sohn (* 2000).

## Werdegang

### Film und Fernsehen
1990 stand Böttcher erstmals in dem von Heide Pils inszenierten Fernsehfilm Maxi, bitte kommen in der Titelrolle vor der Kamera. Ihr Leinwanddebüt gab sie 1997 in Peter Sehrs französisch-deutschem Filmdrama Obsession in einer Nebenrolle als Verkäuferin. Im selben Jahr war sie in dem Liebesdrama Die Konkurrentin als Bürokraft Hannah an der Seite von Charlotte Schwab und Ann-Kathrin Kramer zu sehen.
Von 1997 (Folge 3) bis November 2005 (Folge 17) übernahm sie in der ZDF-Krimireihe Sperling an der Seite von Dieter Pfaff die durchgehende Rolle der Assistentin Waltraud Schütze. Für ihre Nebenrolle der Lissy in dem Fernsehfilm Jacks Baby (Regie: Jan Josef Liefers) bekam sie 2000 den Deutschen Fernsehpreis. Christopher Roth besetzte sie 2002 als Marion in seinem RAF-Filmdrama Baader. 2004 spielte sie in Hansjörg Thurns Fernsehkomödie Schöne Männer hat man nie für sich allein als Gerti ein Mitglied einer Clique von Freundinnen, die sich ihre Single-Abende mit Bowling vertreiben; ihre Spielpartnerinnen waren Elena Uhlig, Nina Petri und Catherine Flemming. Kleinere Rollen in Kinofilmen hatte sie u. a. in Marc Rothemunds Pornorama (2007), Philipp Stölzls Goethe! (2010) und Felix Fuchssteiners Rubinrot (2013), einer Verfilmung aus der Buchreihe Liebe geht durch alle Zeiten von Kerstin Gier.
Nachdem Böttcher bereits ab 2004 in mehreren Folgen der ARD-Kriminalfilmreihe Tatort, wie in der Berliner Episode Der vierte Mann als Heidi oder als Mascha im Münsteraner Tatort Der Hammer, gastierte, ist sie seit 2020 als Rechtsmedizinerin Dr. Henny Wenzel des Saarländer Tatort-Ermittlerduos Schürk und Hölzer in einer durchgehenden Serienrolle zu sehen.
Böttcher wirkt auch in zahlreichen Kinder- und Jugendproduktionen mit. 2008 spielte sie in Ute Wielands Freche Mädchen die Rolle der Frau Kempinski. In dem Weihnachts-Fernsehfilm Beutolomäus und die Wunderflöte mit der fiktiven KiKA-Weihnachtsfigur Beutolomäus übernahm sie 2011 die Rolle der Elli Nussbaum. 2012 spielte sie die Polizistin in Peter Gersinas Sams im Glück, der dritten Verfilmung der erfolgreichen Sams-Buchreihe und agierte als Frau Miller in Mike Marzuks Fünf Freunde. In dem Märchenfilm Die goldene Gans, der im Dezember 2013 im ZDFneo im Rahmen der Märchen-Reihe Märchenperlen erstmals ausgestrahlt wurde, war sie neben Teresa Weißbach als deren Mutter in der Rolle der diebischen Wirtin zu sehen. In den Jahren 2017 und 2020 übernahm sie in dem ersten Kinofilm Die Pfefferkörner und der Fluch des Schwarzen Königs und deren Fortsetzung Die Pfefferkörner und der Schatz der Tiefsee zur KiKA-Krimiserie Die Pfefferkörner die Rolle der Köchin Gertrude Silber.

### Theater
Ihr Theaterdebüt gab Böttcher 1994 am Renaissance Theater Wien als Julia in Hans Eschers Inszenierung Romeo und Julia nach William Shakespeare. Danach wirkte sie in mehreren Theaterstücken am Renaissance Theater Berlin, u. a. in Der nackte Wahnsinn (1996; Regie: Oswald Liphert), Sechs Welten (2000; Regie: Lars Wernecke), Frohe Feste (2008; Regie: Antoine Uitdehaag), Schöne Bescherungen von Alan Ayckbourn (2010; Regie: Tina Engel) und Das Höhrrohr – Ein Soloabend (2014; Regie: Boris von Poser). 2006 hatte sie ein Gastengagement am Theater am Kurfürstendamm in Peter Ziesers Inszenierung Gedächtnis des Wassers nach dem Werk von Shelagh Stephenson, wo sie an der Seite von Birge Schade spielte. Am Hans Otto Theater war sie in der Spielzeit 2011/12 und später von 2014 bis 2016 in Frau Müller muss weg, nach einem gleichnamigen Theaterstück von Lutz Hübner und Sarah Nemitz, unter der Regie von Isabel Osthues zu sehen. 2016 spielte sie am Theater an der Parkaue in Ivan Panteleevs Inszenierung Die Physiker nach Friedrich Dürrenmatt.

## Filmografie (Auswahl)

### Kino
- 1997: Obsession
- 1998: Candy
- 1998: Gierig
- 2000: Recycled
- 2000: Erkan & Stefan
- 2001: Duell – Enemy at the Gates
- 2002: Baader
- 2002: Wie die Karnickel
- 2002: Hundsköpfe
- 2003: Poem – Ich setzte den Fuß in die Luft und sie trug
- 2003: September
- 2005: Urlaub vom Leben
- 2007: Pornorama
- 2008: Freche Mädchen
- 2008: Friedliche Zeiten
- 2010: Goethe!
- 2011: Die Superbullen
- 2012: Fünf Freunde
- 2012: Kaddisch für einen Freund
- 2012: Sams im Glück
- 2012: Unter Frauen
- 2012: Mann tut was Mann kann
- 2013: Rubinrot
- 2013: Ohne Gnade!
- 2017: Die Pfefferkörner und der Fluch des Schwarzen Königs
- 2018: Fünf Dinge, die ich nicht verstehe
- 2019: Cleo
- 2019: Zu weit weg
- 2020: Die Pfefferkörner und der Schatz der Tiefsee
- 2020: Cortex

### Fernsehen

#### Fernsehfilme
- 1990: Maxi, bitte kommen
- 1995: ...nächste Woche ist Frieden
- 1997: Die Konkurrentin
- 1998: Die Bubi-Scholz-Story (Zweiteiler)
- 1999: Der Mörder meiner Mutter
- 1999: Jacks Baby
- 1999: Sturmzeit (Fünfteiler, 2 Teile)
- 2000: Seitensprung ins Glück
- 2003: Liebe süß-sauer: Die Verlobte aus Shanghai
- 2004: Schöne Männer hat man nie für sich allein
- 2004: Marga Engel gibt nicht auf
- 2005: Mädchen über Bord
- 2005: Das Gespenst von Canterville
- 2006: Geile Zeiten
- 2006: Willkommen in Lüsgraf
- 2006: Krieg der Frauen
- 2006: Wenn du mich brauchst
- 2007: Die Sterneköchin
- 2007: Ich wollte nicht töten
- 2007: Zwei Wochen Chef
- 2008: Späte Rache – Eine Familie wehrt sich
- 2008: Willkommen im Westerwald
- 2008: Der Heckenschütze
- 2008: Putzfrau Undercover
- 2009: Durch diese Nacht
- 2011: Beutolomäus und die Wunderflöte
- 2012: Der Mann, der alles kann
- 2012: Die kleine Lady
- 2013: Die goldene Gans
- 2014: Sprung ins Leben
- 2014: Das Lächeln der Frauen
- 2017: Matula
- 2017: Willkommen bei den Honeckers

#### Fernsehserien und -reihen
- 1993–1998: Wolffs Revier (verschiedene Rollen, 3 Folgen)
- 1994: Die Wache (Folge: Familienbande)
- 1995: Notaufnahme (13 Folgen)
- 1997–2005: Sperling (11 Folgen)
- 1998: Alphateam – Die Lebensretter im OP (Staffel 2, Folge 20: Entführt)
- 2001: Doppelter Einsatz (Folge: Das Alibi)
- 2004: Einmal Bulle, immer Bulle (Folge: ...wie auch in schlechten Tagen)
- 2004: Typisch Sophie (Folge: Neue Chance)
- 2004: Tatort: Der vierte Mann
- 2005: Balko (Folge: Schmutzige Geschäfte)
- 2005: Unter den Linden – Das Haus Gravenhorst (13 Folgen)
- 2007: Hilfe! Hochzeit! Die schlimmste Woche meines Lebens (2 Folgen)
- 2008: Pfarrer Braun (Folge: Heiliger Birnbaum)
- 2010: Bella (Folge: Bella Vita)
- 2011–2023: In aller Freundschaft (verschiedene Rollen, 2 Folgen)
- 2011: Ein starkes Team: Tödliches Schweigen
- 2012: Tatort: Im Namen des Vaters
- 2012: Der Dicke (Folge: Unter Verdacht)
- 2013: About:Kate (7 Folgen)
- 2014: Tatort: Der Hammer
- 2015: Weinberg (6 Folgen)
- 2015: SOKO Wismar (Folge: Der Fall Königsberg)
- 2015: SOKO Stuttgart (Folge: Das Leben des Brian)
- 2016–2017: Die Eifelpraxis (Folgen: Erste Hilfe aus Berlin und Eine Dosis Leben)
- 2016: Dengler (Folge: Am zwölften Tag)
- 2018: Endlich Witwer (Folge: Endlich Witwer)
- 2018: Im Wald – Ein Taunuskrimi (Zweiteiler)
- 2020: Letzte Spur Berlin (Folge: Blutsbande)
- seit 2020: Tatort (als Dr. Henny Wenzel, siehe Schürk und Hölzer)
  - 2020: Das fleißige Lieschen
  - 2021: Der Herr des Waldes
  - 2022: Das Herz der Schlange
  - 2023: Die Kälte der Erde
  - 2024: Der Fluch des Geldes
  - 2025: Das Ende der Nacht
- 2022: Blind ermittelt – Die nackte Kaiserin
- 2022: Die Kaiserin
- 2023: Intimate (Folge: Herpes)
- 2024: SOKO Hamburg (Folge: Der Pferdestecher)
- 2025: SOKO Potsdam (Folge: Liebe macht blind)

## Theater (Auswahl)
- 1994: William Shakespeare: Romeo und Julia (Renaissancetheater Wien; Regie: Hans Escher)
- 1996: Der nackte Wahnsinn (Renaissancetheater Berlin;  Regie: Oswald Liphert)
- 1997: Gärten des Grauens (Theater Affekt; Regie: Ricarda Beilharz)
- 2002: Gesine Danckwart: Girlsnightout (Sophiensaele, Berlin; Regie: Boris von Poser)
- 2006: Shelagh Stephenson: Gedächtnis des Wassers (Theater am Kurfürstendamm; Regie: Peter Zieser)
- 2008/2009: Frohe Feste (Renaissancetheater Berlin; Regie: Antoine Uitdehaag)
- 2009: Frau ohne Grenzen (Vaganten Bühne; Regie: Andreas Schmidt)
- 2011; 2014–2016: Frau Müller muss weg (Hans-Otto-Theater; Regie: Isabel Osthues)
- 2014: Das Hörrohr – Ein Soloabend (Renaissancetheater Berlin; Regie: Boris von Poser)
- 2016: Friedrich Dürrenmatt: Die Physiker (Theater an der Parkaue; Regie: Ivan Panteleev)
- 2017: Jacke wie Hose (Brandenburger Theater; Regie: Boris von Poser)

## Hörspiele
- 2013: Helmut Kuhn: Gehwegschäden – Regie: Hannah Georgi (Hörspiel – WDR)

## Auszeichnung
- 2000: Deutscher Fernsehpreis für die „Beste Nebenrolle“ in Jacks Baby